# Las olas (canción)
«Las olas» es una canción compuesta en 1995 por el músico argentino Luis Alberto Spinetta, interpretada por la banda Spinetta y los Socios del Desierto en el álbum homónimo (CD2) de 1997, primero de la banda y 25º en el que tiene participación decisiva Spinetta. 
La canción fue estrenada en el recital debut de Spinetta y los Socios del Desierto en el Velódromo de Buenos Aires el 18 de noviembre de 1994. Spinetta y los Socios del Desierto fue un trío integrado por Marcelo Torres (bajo), Daniel Wirtz (batería) y Luis Alberto Spinetta (guitarra y voz).

## Contexto
El tema pertenece al álbum doble Spinetta y los Socios del Desierto, el primero de los cuatro álbumes de la banda homónima, integrada por Luis Alberto Spinetta (voz y guitarra), Marcelo Torres (bajo) y Daniel Wirtz (batería). El trío había sido formado en 1994 a iniciativa de Spinetta, con el fin de volver a sus raíces roqueras, con una banda de garaje. Los Socios ganaron una amplia popularidad, realizando conciertos multitudinarios en Argentina y Chile.
El álbum doble Spinetta y los Socios del Desierto ha sido considerado como una cumbre de la última etapa creativa de Luis Alberto Spinetta. El álbum fue grabado en 1995, pero recién pudo ser editado en 1997, debido a la negativa de las principales compañías discográficas, a aceptar las condiciones artísticas y económicas que exigía Spinetta, lo que lo llevó a una fuerte confrontación pública con las mismas y algunos medios de prensa.
El disco coincide con un momento del mundo caracterizado por el auge de la globalización y las atrocidades de la guerra de Bosnia, sobre la cual el álbum incluye un tema. En Argentina coincide con un momento de profundo cambio social, con la aparición de la desocupación de masas, luego de más de medio siglo sin conocer el fenómeno, la criminalidad —casi inexistente hasta ese momento—, la desaparición de la famosa clase media argentina y la aparición de una sociedad fracturada, con un enorme sector precario y marginado, que fue la contracara del pequeño sector beneficiado que se autodenominó como los «ricos y famosos».

## El tema
Es el sexto track del Disco 2 del álbum doble. Se trata de un "funky con tríadas poderosas», con un corte original sobre el final «que sirve para mostrar otro matiz urbano en Spinetta».
La letra alude al consumismo y las consecuencias de no valorar lo importante:

...pide de más
de más te llenarás 
y luego cuesta más la escalera... 

Te perderás las olas
que se agitan gigantes, ah
te perderás el día
a juzgar por tus ojos.
"Las olas" (fragmento)

Spinetta menciona a «Las olas» en las conversaciones que tuvo con Juan Carlos Diez y fueron reunidas en Martropía. Ambos conversaban sobre la presencia reiterada de la imagen del mar en sus canciones, con diferentes significados aunque siempre relacionados con la vastedad o la eternidad. En temas como «Ana no duerme» (Almendra I), «Lejísimo», «Trampaluz» o «Las olas», el mar expresa la vastedad cósmica. Pero en canciones de amor como «Lago de forma mía» o «La orilla infinita» el propio Spinetta se encarga de precisar que el mar simboliza la eternidad del amor («el amor se eterniza»).